# David Hammond
David Thurwell Hammond (ur. 5 stycznia 1881 w Chicago, zm. 3 lutego 1940 w Miami) – amerykański pływak i piłkarz wodny, medalista olimpijski Letnich Igrzysk 1904 w Saint Louis.
Razem z klubem Chicago Athletic Association zdobył srebrny medal olimpijski w sztafecie pływackiej na 4 × 50 jardów stylem dowolnym oraz w turnieju piłki wodnej. Zajął również 5. miejsce w  wyścigu na 100 jardów stylem dowolnym i 5. lub 6. miejsce na 100 jardów stylem grzbietowym.